# Пиратство в Малаккском проливе

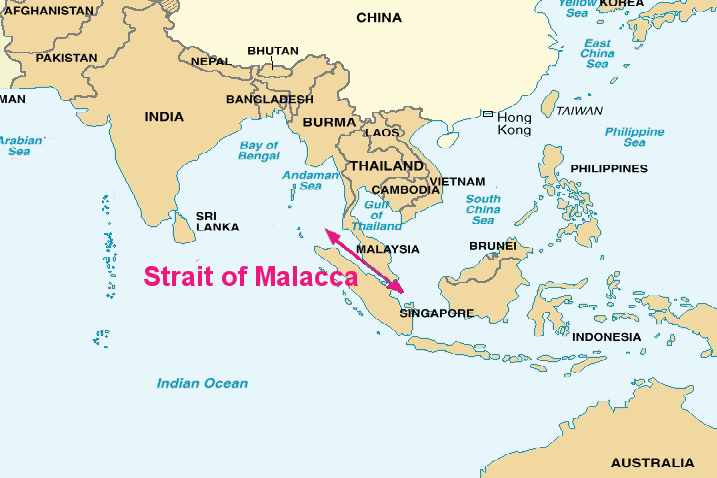
Малаккский пролив

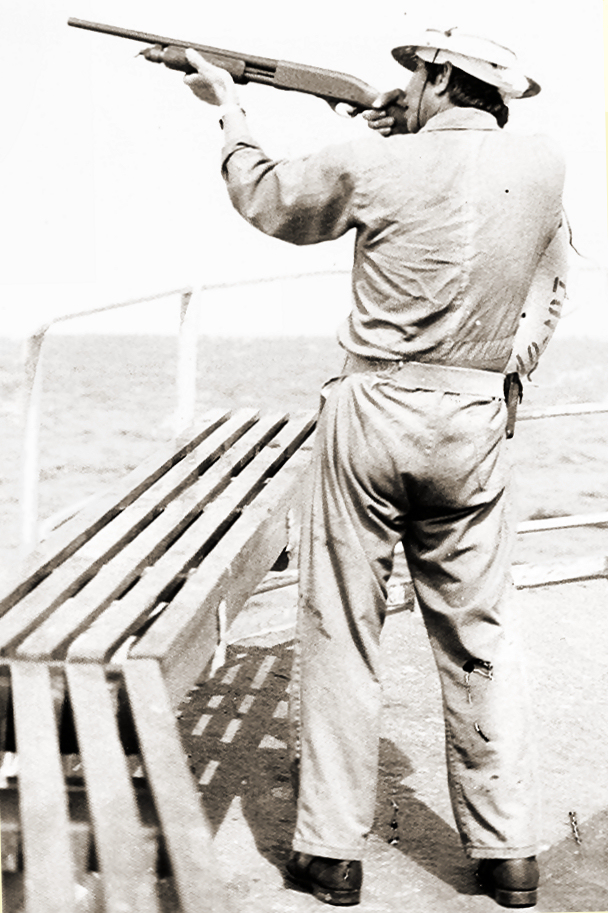
Моряк торгового флота США во время подготовки отражения атаки пиратов в Малаккском проливе, 1984 год

Пиратство в Малаккском проливе — существующая многие столетия угроза для судовладельцев и экипажей судов, которые курсируют по этому 900-километровому (550 миль) морскому коридору. В последние годы скоординированное патрулирование пролива силами Индонезии, Малайзии и Сингапура, а также повышение безопасности на судах вызвали резкий спад пиратства в соответствии с данными Международного морского бюро (ММБ).
География Малаккского пролива делает регион очень чувствительным к пиратству. Пролив был и остаётся важным маршрутом между Китаем и Индией и активно используется для коммерческой деятельности. В условиях современности пролив находится на пути между Европой, Суэцким каналом и странами-экспортёрами нефти из Персидского залива, а также важными портами Восточной Азии. Пролив узок и содержит тысячи островков, в него впадают многие реки, что делает его идеальным местом для пиратов в плане возможности скрыться и избежать захвата.

## История
Исторически сложилось так, что пиратство в Малаккском проливе было не только выгодным образом жизни, но и важным политическим инструментом. Местные правители полагались на пиратов в регионе, чтобы сохранить свою власть. Одним из примеров подобного является правитель XIV века князь Палемабанга по имени Парамешвара. Именно благодаря лояльности пиратских экипажей, состоящих из оранг-лаутов, Парамешвара отразил экспансионистские попытки соседних правителей и в конечном итоге основал султанат Малакка. Между XV и XIX веками воды Малайзии играли ключевую роль в политической борьбе за власть во всей Юго-Восточной Азии. Наряду с местными властями противоборствующими сторонами также были европейские колониальные державы, такие как Португалия, Нидерланды и Британия. Наследие иностранного присутствия, особенно в Южно-Китайском море и Малаккском проливе, сохраняется и сегодня в виде водяных могил для парусных судов, погибших в результате бури, пиратства, сражений или плохой оснастки судов.
В XVIII и XIX веках в проливе наблюдался рост пиратства, когда европейские колонизаторы прибыли в регион. Основной причиной прихода европейцев в регион было желание контролировать прибыльную торговлю специями. По словам Чарльза Корна, автора «Запахи Эдема: Рассказ о торговле специями», «Специи колебали мировую экономику в те времена так, как нефть делает это сегодня».
Увеличение коммерческих перевозок через пролив и неблагоприятные экономические условия в местных поселениях вынуждали многих людей становиться пиратами. Пиратство также иногда использовалось как форма политического сопротивления колониализму. Большинство пиратских экипажей состояли из ланунов, коренных обитателей прибрежных деревень в регионе. Китайские пираты, изгнанники из Империи Цин, также принимали участие в охоте на торговые суда.
В 1830-х годах главные колониальные державы в регионе, Британская Ост-Индская компания и голландцы, объединили усилия, чтобы обуздать разгул пиратства. Они провели демаркационную линию вдоль пролива и договорились бороться с пиратством каждый на своей стороне линии. Эта демаркационная линия в конечном счёте стала современной границей между Малайзией и Индонезией в проливе. Усиление патрулирования и развитие технологии мореплавания, а также улучшение политической стабильности и экономической ситуации в регионе в конечном итоге позволили европейским державам значительно обуздать пиратство в регионе к 1870-м годам.

## Современное пиратство

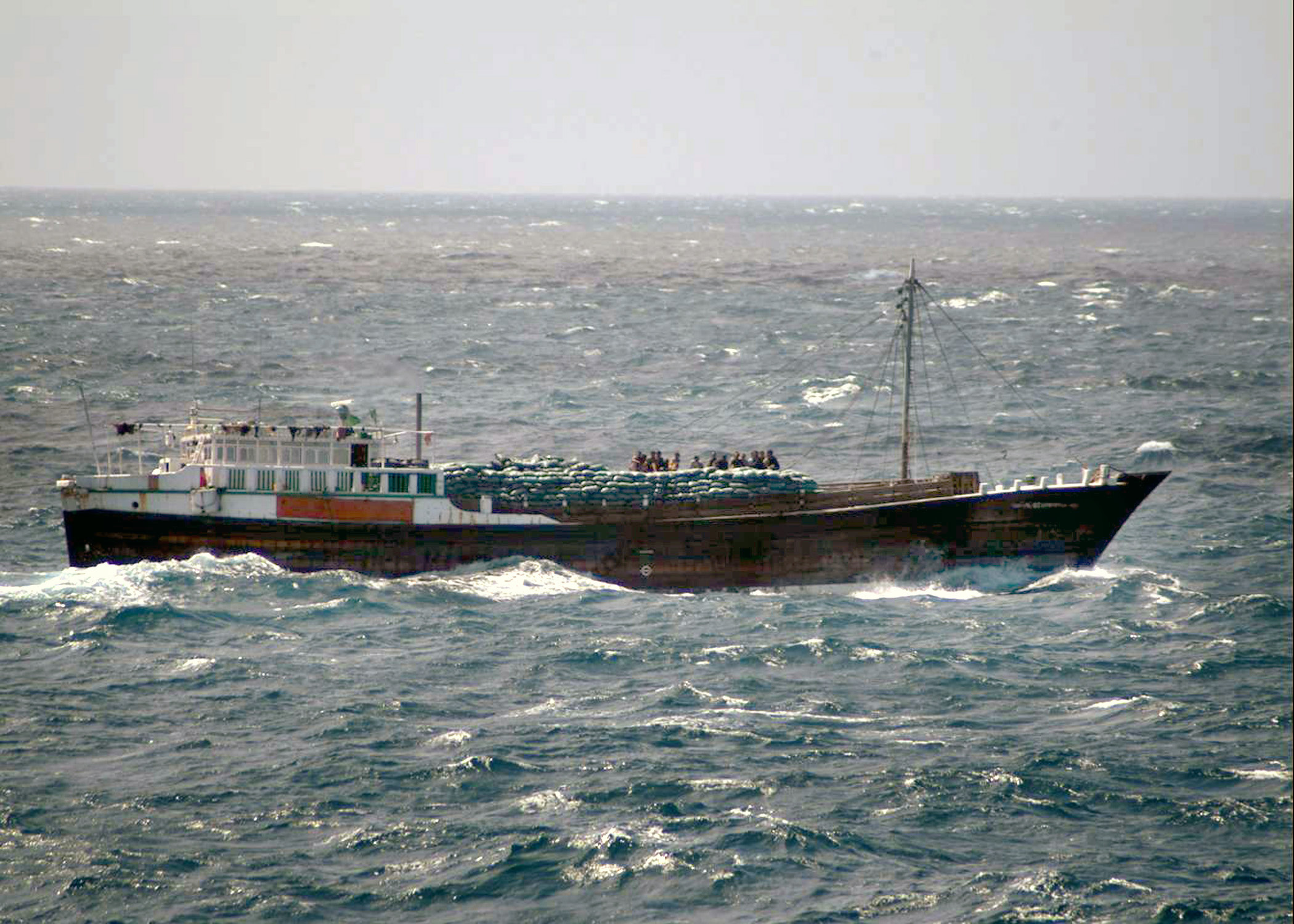
Предположительные пираты, собравшиеся на палубе доу, в водах западной Малайзии, январь 2006 года.

Пиратство в Малаккском проливе, тем не менее, существует до сих пор. Более того, к концу XX века его масштабы возрастали. Страдало от них и советские судоходство: пиратским атакам и ограблениям подвергались советские торговые суда «Высокогорск» (1986), «Слуцк» (1987), «Борис Андреев», «Приднепровск», «Николай Погодин» (все в 1988), «Николай Подвойский» (1989).
В конце 1990-х — начале 2000-х годов Малаккский пролив стал, вероятно, самым опасным местом в мире в отношении угрозы пиратства.

Количество пиратских нападений выросло с 25 в 1994 до 220 в 2000-м.
В начале 2004 года количество нападений пиратов в проливе вновь резко возросло. В 2004 году было зарегистрировано 325 пиратских атак по всему миру; при этом 9 из них произошли в водах Малайзии, 8 в водах Сингапура и 93 в водах Индонезии.
Это вынудило власти Малайзии, Индонезии и Сингапура организовать с июля 2004 года постоянное патрулирование всего пролива вооружёнными силами этих стран. Однако, в то время как Сингапур являлся сторонником международной поддержки этих усилий, Индонезия и Малайзия выступали против иностранной интервенции. Было неизвестно, смогут ли эти три страны устранить пиратство. Проблема особенно остро стояла в Индонезии.
В 2006 году к многонациональному антипиратскому патрулированию в Малаккском проливе совместно с Индонезией, давшей понять, что у неё недостаточно сил для патрулирования пролива, наконец, согласились присоединиться ВМС Индии и индийская береговая охрана.
При этом Индия также построила базу БПЛА на Андаманских и Никобарских островах для наблюдения за Андаманским морем, прилегающим к Малаккскому проливу.
Благодаря сотрудничеству между этими странами и, в некоторой степени, с Таиландом пиратство в регионе почти ликвидировано: в 2008 году было зафиксировано всего две попытки нападения. Но, по словам эксперта по пиратству Кэтрин Зары Рэймонд:
Трудно понять, в особенности из-за пределов региона, причину этого изменения частоты нападений пиратов и масштабов проблемы. В то время, как в прошлом пиратство на водных путях, безусловно, вызывало серьёзное беспокойство, т.к. в 2000 году число нападений достигло семидесяти пяти, с 2005 года число случаев неуклонно снижалось, прежде всего, в результате контрмер трёх прибрежных государств Малайзии, Сингапура и Индонезии. Это снижение было достигнуто, несмотря на 10% рост нападений по всему миру.
21 апреля 2011 года командующий Вооружённых сил Малайзии генерал Тан Шри Дато Шри Азизан Ариффин сказал, что пиратство в Малаккском проливе в 2010 году достигло «уровня, близкого к нулю» в связи с сотрудничеством по патрулированию Малаккского пролива между Малайзией, Сингапуром, Индонезией и Таиландом.
Несмотря на то, что в целом проблему пиратства удалось решить совместными усилиями стран АСЕАН, отдельные нападения пиратов случаются и по сей день.